# 隆坦县
隆坦县是越南巴地头顿省下辖的一个县。

## 地理
隆坦县东接川木县，西接头顿市和巴地市，北接周德县，南临南海。

## 历史
2003年12月9日，隆坦县分设为隆田县和坦赭县，隆田县下辖安义社、三福社、安一社、福兴社、福静社、隆田市镇、隆海市镇2市镇5社，坦赭县下辖福隆寿社、福盛社、隆新社、廊曳社、禄安社、福会社、隆美社、福海社8社。
2006年12月11日，坦赭县福盛社1社和福隆寿社部分区域合并为坦赭市镇，福海社改制为福海市镇。
2024年10月24日，越南国会常务委员会通过决议，自2025年1月1日起，隆田县和坦赭县合并为隆坦县，安一社、安义社和三福社合并为三安社，禄安社并入福会社，隆美社并入福海市镇。

## 行政区划
隆坦县下辖4市镇7社，县莅隆田市镇。
- 坦赭市镇（Thị trấn Đất Đỏ）
- 隆田市镇（Thị trấn Long Điền）
- 隆海市镇（Thị trấn Long Hải）
- 福海市镇（Thị trấn Phước Hải）
- 廊曳社（Xã Láng Dài）
- 隆新社（Xã Long Tân）
- 福会社（Xã Phước Hội）
- 福兴社（Xã Phước Hưng）
- 福隆寿社（Xã Phước Long Thọ）
- 福静社（Xã Phước Tỉnh）
- 三安社（Xã Tam An）